# Mimeraspis rotunda
Mimeraspis rotunda är en insektsart som beskrevs av Brimblecombe 1957. Mimeraspis rotunda ingår i släktet Mimeraspis och familjen pansarsköldlöss. Inga underarter finns listade i Catalogue of Life.